# Boris Șvarțburd
Boris Șvarțburd (în rusă Борис Шварцбурд; n. 3 martie 1908, Rîbnița, Gubernia Podolia, Imperiul Rus – d. 3 iulie 1979, Moscova, RSFS Rusă, URSS) a fost un om de știință sovietic moldovean în domeniul ingineriei mecanice, doctor în științe tehnice și profesor.
A fost creatorul și conducătorul științific al unei noi direcții de activitate inginerească legată de justificarea calculului preciziei necesare fabricării mașinilor și dispozitivelor hidraulice pe baza teoriei probabilităților și a statisticilor matematice.

## Biografie
S-a născut în târgul Rîbnița din ținutul Balta, gubernia Podolia, Imperiul Rus (acum oraș din Transnistria, Republica Moldova). Începând cu 1957, timp de câteva decenii, a fost mai întâi profesor asociat, apoi profesor al Departamentului de Hidromecanică și Mașini Hidraulice al Facultății de Hidroenergie a Institutului de Energetică din Moscova. În 1978 a publicat manualul său pentru universități „Tehnologia producției de mașini hidraulice” (Технология производства гидравлических машин).
Fratele său, Semion, a fost profesor-matematician.

## Monografii
- Б. И. Шварцбурд. Размерные цепи в гидромашинах („Lanțuri dimensionale în mașinile hidraulice”). М. Московский энергетический институт, 1962. — 72 с.; 2-е изд., перераб. — там же, 1974. Ч. 1. — 58 с., Ч. 2 — 77 с.
- Б. И. Шварцбурд, С. И. Шварцбурд. Задачи по математике для школ с машиностроительной специализацией („Probleme de matematică pentru școlile de inginerie”): Un ghid pentru profesorii claselor IX-XI. Мoscova: Учпедгиз, 1962. — 95 p.
- Б. И. Шварцбурд, Н. Е. Чернис. Точность сборки универсально-сборных приспособлений („Precizie de asamblare a dispozitivelor multifuncționale”). Мoscova: Издательство стандартов, 1968. — 90 p.
- Б. И. Шварцбурд. Технология производства гидравлических машин. Учебник для вузов по специальности «Гидравлические машины и средства автоматики» („Tehnologia de fabricație a mașinilor hidraulice. Manual pentru universități din specialitatea „Mașini hidraulice și echipamente de automatizare””). Мoscova: Машиностроение, 1978. — 352 p.